# جوردي روبيو
جوردي روبيو (بالإنجليزية: Jordi Rubio)‏ (و. 1987  م) هو لاعب كرة قدم، من أندورا، ولد في أندورا لا فيلا، يلعب كمُدَافِع.

## روابط خارجية
- جوردي روبيو على موقع الاتحاد الأوربي (الإنجليزية)
- جوردي روبيو على موقع قاعدة بيانات كرة القدم.إي يو (الإنجليزية)
- جوردي روبيو على موقع ناشيونال فوتبول تيمز (الإنجليزية)
- جوردي روبيو على موقع Soccerway.com (الإنجليزية)
- جوردي روبيو على موقع عالم كرة القدم.نت (الإنجليزية)